# 方進 (弘治進士)
方進（1456年—？），字以禮，直隸徽州府婺源縣人，軍籍，明朝政治人物。

## 生平
弘治十四年（1501年）辛酉科應天府鄉試第三十二名舉人。弘治十五年（1502年）聯捷壬戌科會試第七十六名，三甲第二十九名進士。

## 家族
曾祖方壽，聽選官；祖父方贇同；父方福慶，母張氏；繼母李氏。永感下。